# Aeródromo Las Tacas
El Aeródromo Las Tacas (OACI: SCQT) es un terminal aéreo ubicado junto al balneario de Las Tacas, Región de Coquimbo, Chile. Es de propiedad privada.